# Moriago della Battaglia
Moriago della Battaglia là một đô thị ở tỉnh Treviso trong vùng Veneto, có cự ly khoảng 50 km về phía tây bắc của Venice và khoảng 25 km về phía tây bắc của Treviso. Tại thời điểm ngày 31 tháng 12 năm 2004, đô thị này có dân số 2.774 người và diện tích là 13,9 km².
Moriago della Battaglia giáp các đô thị: Crocetta del Montello, Farra di Soligo, Sernaglia della Battaglia, Vidor, Volpago del Montello.